# Aurach-Weg
Der Aurach-Weg (FAV 026) ist ein Fernwanderweg von Fürth nach Bad Windsheim an der Aisch in Mittelfranken. Er ist 66,8 km lang und führt durch den nördlichen Teil des Rangau und der Frankenhöhe. Der Weg ist nach dem Fluss Mittlere Aurach benannt und verläuft in der zweiten Hälfte im Naturpark Frankenhöhe.
Markiert wird der Verlauf mit dem Wegzeichen eines blauen Balkens auf weißem Grund.
Der Wanderweg beginnt in Fürth und führt erst nordwestwärts nach Herzogenaurach am Unterlauf der Mittleren Aurach. Ab hier folgt der Weg dem Aurachtal bergwärts ungefähr in Richtung Westen. Über Emskirchen und die Burgruine Schauerberg geht es in den Naturpark Frankenhöhe. Weiter aufwärts geht es zum Oberlauf nach Kotzenaurach und Klausaurach. Danach verlässt der Weg das Aurach-Tal und führt durch die Frankenhöhe zur Burg Hoheneck oberhalb von Ipsheim an deren Trauf über dem  Aischgrund. An den Weinbergen vorbei steigt er zum Weinort Weimersheim in diesen ab und führt dann westwärts weiter zum Zielort Bad Windsheim.

## Streckenverlauf
- Fürth (Bahnhof)
- Herzogenaurach
- Emskirchen (Bahnhof)
- Altschauerberg (Burgruine Schauerberg, Naturpark Frankenhöhe)
- Kotzenaurach
- Klausaurach
- Ipsheim (Burg Hoheneck, Bahnhof)
- Weimersheim (Weingebiet)
- Bad Windsheim (Freilandmuseum, Bahnhof)